# Carios jerseyi
Carios jerseyi је врста крпеља који је живео у доба креде. Била је дуга око 520 и широка 445 микрометара.
Ова врста је откривена 1999. године на ауто-отпаду у Њу Џерсију, по чему је и добила назив. Међутим, с обзиром на хипотезу да крпељи потичу из Јужне Америке, локација где је пронађен збуњује експерте. Остао је заробљен у ћилибару деведесет до деведесет и четири милиона година у ларвеној фази. На леђном делу приметно је око три туцета длачица, које као да су најежене и које су можда имале улогу у откривању вибрација. Длачице су поређане у два реда, што је необична карактеристика за крпеље, код којих су длачице дуже и хаотичније распоређене. Ова врста јесте живела у доба диносауруса и могуће је да се хранила крвљу тих животиња. Међутим, вероватније је да је домаћин била птица, јер се претпоставља да ју је домаћин довео до Њу Џерсија. Иако се хранио крвљу, можда и диносауруса, није вероватно да би се из ДНК те крви могао клонирати диносаурус као што је то замишљено у филму „Парк из доба јуре“.